# Семязачаток

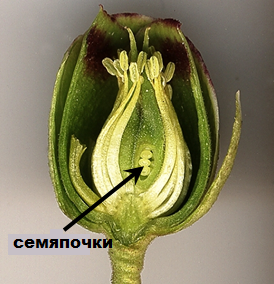
Расположение семяпочек в цветке Морозник вонючий|морозника вонючего (Helleborus foetidus)

Семязача́ток, или семяпо́чка (лат. ovulum), — образование у семенных растений, из которого (обычно после оплодотворения) развивается семя. Представляет собой женский спорангий (мегаспорангий) семенных растений. У покрытосеменных растений семяпочка расположена в полости завязи, у голосеменных — на поверхности семенных чешуек в женских шишках.
В центральной части семяпочки (нуцеллусе) формируются в результате мейоза материнской клетки спор четыре мегаспоры, затем три из них гибнут, а из одной мегаспоры формируется женский гаметофит. У цветковых он называется зародышевым мешком, у голосеменных его иногда называют первичным эндоспермом, так как в зрелом семени в нём запасаются питательные вещества. Снаружи семяпочка прикреплена семяножкой к плаценте.

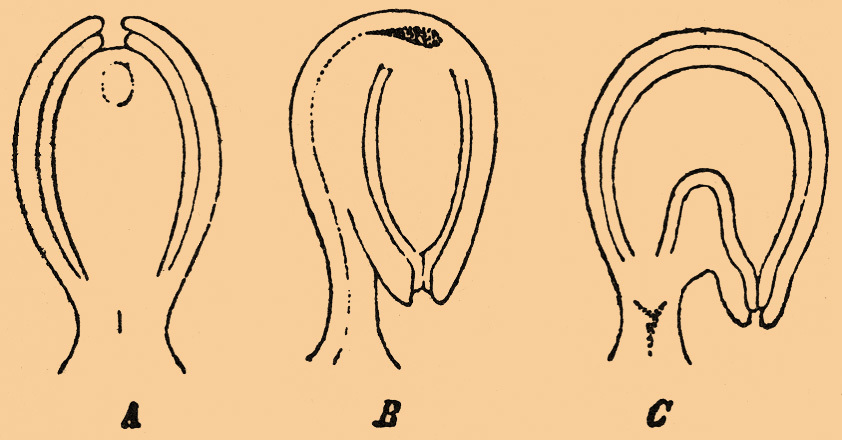
Семязачаток: атропный (A), анатропный (B), кампилотропный (C)

Если ось ядра семязачатка является продолжением семяножки, такой семязачаток называется атропным, или прямым. Если семяножка изогнута, семязачаток называется анатропным, или обратным. В том случае, когда изогнут сам семязачаток, он называется кампилотропным, или полуобращённым.